# Trier-Jug
Trier-Jug (nemško: Trier-Süd) je eno od 19 okrožij mesta Trier v nemški zvezni deželi Porenje-Pfalška. Ima okoli 9500 prebivalcev.

## Industrijsko
Trier-Jug ima železniško postajo, ena od samo dveh v mestu Trier.

## Geografija
Okrožje Trier-Jug meji na staro mestno jedro neposredno na jugu. Sestavljata ga okrožji Matthias (številka okrožja 102) in Barbara (104). Lokalno okrožje vključuje nekdanja predmestja Trierja St. Barbara (»Barbeln«), St. Matthias (»Mattheis«), Löwenbrücken in St. Medard. Trier-Jug na zahodu meji na Mozelo, na vzhodu pa na železniško progo Trier-Saarbrücken in progo v Luksemburg. Lokalno okrožje ima površino 172,2 hektarja.

## Kultura in znamenitosti
Benediktinska opatija sv. Mateja z grobom apostola Mateja je eden najstarejših samostanov v mestu. Med drugim so vredni ogleda tudi Barbarathermen, ostanki rimskega kopališča in rekreacijskega objekta iz 2. stoletja ter judovsko pokopališče na Weidegasse z grobovi prednikov Karla Marxa. 
Na ulici Speestrasse so zaščitene hiše iz vilhelminskega obdobja, in spomeniško območje Eberhardstrasse. Bazen pri Kaiserthermen (znan tudi kot Stadtbad), ki je bil odprt leta 1931 in je bil nazadnje prenovljen leta 2009, je eno od treh občinskih kopališč; drugi dve sta odprta bazena Nordbad (Trier-Nord) in Südbad (Trier-Feyen/Weismark).

## __LEAD_SECTION__
sličica|Perona 1 in 2
Železniško postajališče Trier Süd je operativna točka na železniški progi Trier–Perl–d.m. Nahaja se južno od središča mesta Trier. Sprejemna stavba, odprta leta 1908, je spomeniško zaščitena stavba. 
sličica|Perona 1 in 2
Železniško postajališče Trier Jug je operativna točka na železniški progi Trier–Perl–d.m. Nahaja se južno od središča mesta Trier. Sprejemna stavba, odprta leta 1908, je spomeniško zaščitena stavba. 
1. ↑  »Verzeichnis der Kulturdenkmäler. Kreisfreie Stadt Trier« (PDF) (v nemščini). Generaldirektion Kulturelles Erbe Rheinland-Pfalz. 9. januar 2018. Pridobljeno 25. septembra 2018.
2. ↑  »Verzeichnis der Kulturdenkmäler. Kreisfreie Stadt Trier« (PDF) (v nemščini). Generaldirektion Kulturelles Erbe Rheinland-Pfalz. 9. januar 2018. Pridobljeno 25. septembra 2018.